# Andigena
Andigena é um género de ave piciforme da família Ramphastidae, que compreende quatro espécies de tucanos.
Este género contém as seguintes espécies:
- Tucano-de-flancos-amarelos (Andigena laminirostris)
- Tucano-de-peito-cinza (Andigena hypoglauca)
- Tucano-de-capuz (Andigena cucullata)
- Tucano-de-peito-azul (Andigena nigrirostris)